# Tereza Jakschová
Tereza Jakschová (* 1. září 1995 Praha) je česká paraatletka, sprinterka, medailistka z mistrovství Evropy handicapovaných atletů z roku 2018. Specializuje se na tratě 100 a 200 metrů.

## Sportovní kariéra
Věnovat se atletice se rozhodla až na střední škole i přesto, že jí už na základní škole učitel tělocviku řekl, že by atletiku měla zkusit. Největším úspěchem Terezy Jakschové je stříbrná medaile z běhu na 100 m a bronz z trati na 200 metrů v rámci mistrovství Evropy handicapovaných atletů v Berlíně v roce 2018. Mezi poslední úspěchy patří zlaté medaile z běhu na sto a dvě stě metrů ze závodu série paraatletické Grand Prix v Dubaji.. Co se týče paraatletické klasifikace závodí Tereza Jakschová v kategorii T47. Do této kategorie spadají atleti s postižením ruky pod loktem.
Nejlepším výkonem na její nejoblíbenější trati 100 m je čas 12.74 zaběhnutý na Přeboru Prahy mužů a žen - OPEN (TJ Dukla Praha).
Jakschová je zařazena v české paralympijské reprezentaci. V roce 2016 jí účast na paralympiádě v Riu unikla kvůli limitovanému počtu účastnic. Na Mistrovství světa v Dubaji 2019 se při umístění do 4. místa v jakékoliv disciplíně mohla kvalifikovat na letní paralympijské hry v Tokiu. Nejlépe však skončila na 9. místě a tak musí o svou první účast na paralympiádě bojovat i v sezónách 2020 a 2021.
V roce 2016 byla vyhlášena nejlepším českým juniorským handicapovaným sportovcem.

## Klubová příslušnost
Tereza Jakschová je od roku 2011 členkou atletického klubu ASK Slavia Praha.